# محوطه رسجرد ۱
محوطه رسجرد ۱ مربوط به هزاره اول قبل از میلاد است و در شهرستان قزوین، روستای دستجرد سفلی واقع شده و این اثر در تاریخ ۱۰ مهر ۱۳۸۰ با شمارهٔ ثبت ۴۱۲۷ به‌عنوان یکی از آثار ملی ایران به ثبت رسیده است.